# Unsprezece minute
Unsprezece minute (în portugheză Onze Minutos) este un roman erotic scris în 2003 de romancierul brazilian Paulo Coelho, care relatează experiențele unei tinere prostituate braziliene și călătoria ei spre auto-realizare prin intermediul experienței sexuale.

## Rezumat
Maria este o fată dintr-un sat brazilian, ale cărei prime întâlniri inocente cu dragostea o lasă cu inima frântă. La o vârstă fragedă, ea se convinge că nu va găsi niciodată dragostea adevărată, crezând în schimb că „dragostea este un lucru cumplit care te face să suferi...” O întâlnire întâmplătoare în Rio de Janeiro o face să plece la Geneva, unde visează să găsească faimă și bogăție, dar sfârșește în stradă, ca prostituată. În Geneva, Maria se îndepărtează tot mai mult de dragoste, devenind tot mai fascinată de sex. În cele din urmă, concepția ei lipsită de speranță de dragoste este pusă la încercare când cunoaște un tânăr și chipeș pictor. În această odisee a descoperirii de sine, Maria are de ales între a urma o cale a întunericului - plăcerea sexuală de dragul plăcerii sexuale - sau a risca totul pentru a-și găsi „lumina lăuntrică” și posibiltatea sexului sacru, a sexului în contextul dragostei.

## Traduceri în limba română
- 2003 - Unsprezece minute, Ed. Humanitas, București, 264 p. - traducere de Pavel Cuilă
- 2014 - Unsprezece minute, Ed. Humanitas Fiction, București, 264 p. - traducere de Pavel Cuilă